# Synalissa
Synalissa é um gênero de traça pertencente à família Arctiidae.